# Jag skiter
Jag skiter är en sång komponerad och skriven av Magnus Uggla och inspelad av honom på albumet Va ska man ta livet av sig för när man ändå inte får höra snacket efteråt 1977. Sångtexten uppmanar till att inte bara lyssna på vad andra tycker och tänker om en själv, och behandlar ungdomars protest mot vuxenvärldens krav och tjat. Låten var på sin tid mycket omdiskuterad, då ungdomarna tog till sig texten och gjorde "uppror" mot vuxenvärlden. Deras föräldrar krävde därmed i det närmaste att Magnus Ugglas låtar skulle bannlysas i svensk radio. Själv har Uggla sagt i efterhand att han inte förstår att låten skapade sådan uppståndelse, då hela låten var humoristiskt skriven och baserades på ett skämt Uggla läst i Söndagsnisse-Strix, nämligen just raden "de säger att jag skiter i allt, men det skiter jag i!".
2003 spelade Elin "Grynet" Ek in sången, där singeln som bäst nådde andraplatsen på den svenska singellistan. I denna version var orden De är bögar allihopa utbytta mot De är puckon allihopa.

## Listplaceringar

### Grynets inspelning
| Lista (2003-2004) | Position |
| ----------------- | -------- |
| Sverige           | 2        |